# Stepówka czarnobrzucha

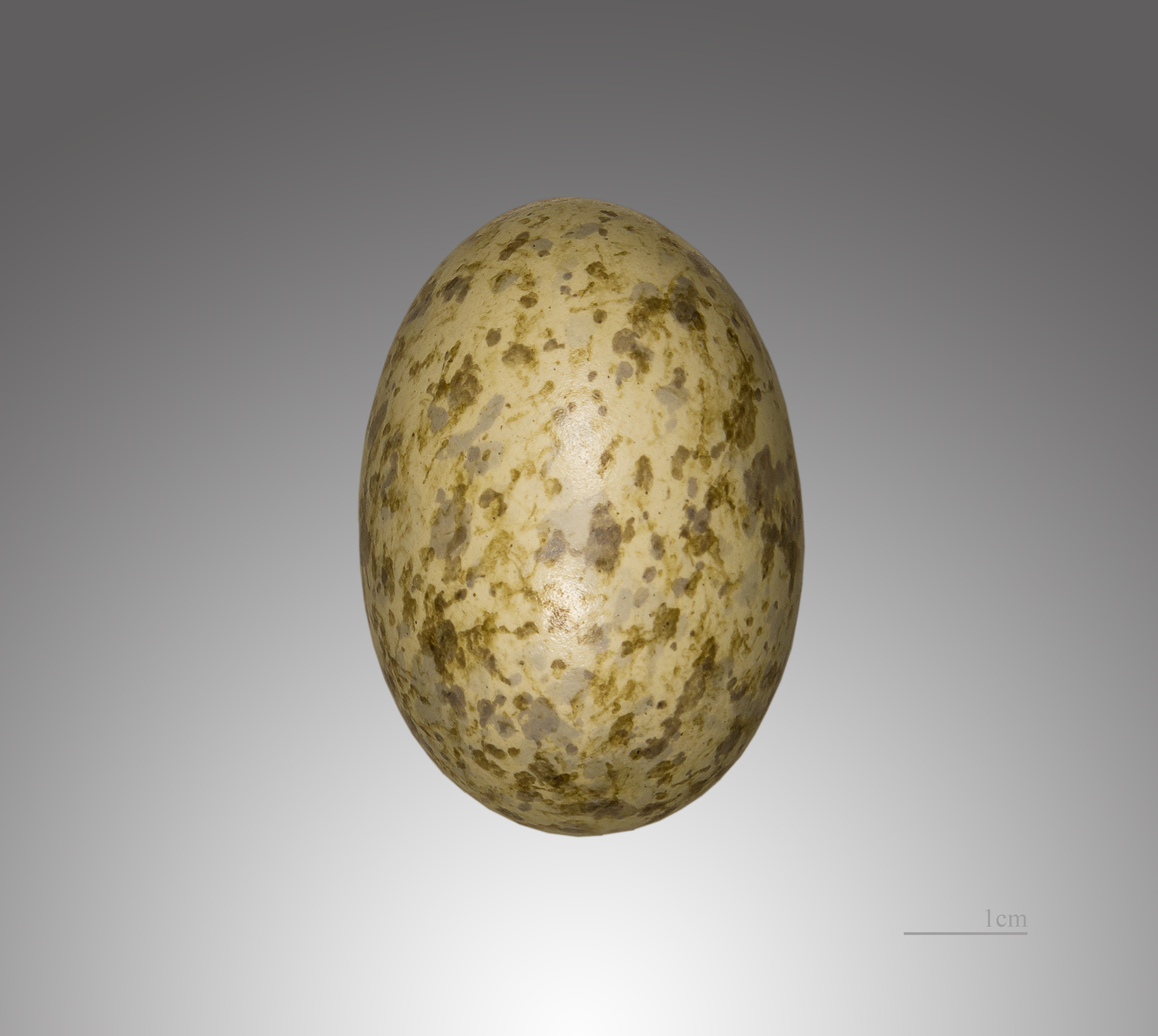
Jajo z kolekcji muzealnej

Stepówka czarnobrzucha, stepówka ciemnobrzucha (Pterocles orientalis) – gatunek średniej wielkości ptaka z rodziny stepówek (Pteroclidae).
MorfologiaWyraźny dymorfizm płciowy. Gatunek wielkości gołębia skalnego; długość ciała 33–39 cm, rozpiętość skrzydeł 70–73 cm, masa ciała: samce około 400–550 g, samice około 300–460 g.
Podgatunki i zasięg występowaniaObecnie wyróżnia się dwa podgatunki P. orientalis:
- P. o. orientalis (Linnaeus, 1758) – Wyspy Kanaryjskie, Półwysep Iberyjski, północno-zachodnia Afryka (od Maroka do północno-zachodniej Libii), Anatolia, Cypr, Izrael i Kaukaz Południowy
- P. o. arenarius (Pallas, 1775) – od Kazachstanu do południowego Iranu, Afganistanu i Pakistanu, oraz na wschód do północno-zachodnich Chin; zimą do północno-zachodnich Indii

BiotopWystępuje na płaskowyżach, na których roślinność jest nieliczna, stepach i półpustyniach.
PożywienieZjada nasiona, również małe i bardzo małe; wydaje się preferować nasiona bobowatych.
StatusMiędzynarodowa Unia Ochrony Przyrody (IUCN) uznaje stepówkę czarnobrzuchą za gatunek najmniejszej troski (LC – Least Concern) nieprzerwanie od 1988 roku. Liczebność światowej populacji, wstępnie obliczona w oparciu o szacunki organizacji BirdLife International dla Europy z 2015 roku, mieści się w przedziale 130–260 tysięcy dorosłych osobników. Trend liczebności populacji uznaje się za prawdopodobnie spadkowy ze względu na postępujące niszczenie siedlisk i polowania.